# Відкритий шах
|   | a | b | c | d | e | f | g | h |   |
| 8 | e8 чорний ферзь · e5 чорний король · e4 білий слон · e3 біла тура · g3 чорна тура · b2 білий король · g2 білий пішак | e8 чорний ферзь · e5 чорний король · e4 білий слон · e3 біла тура · g3 чорна тура · b2 білий король · g2 білий пішак | e8 чорний ферзь · e5 чорний король · e4 білий слон · e3 біла тура · g3 чорна тура · b2 білий король · g2 білий пішак | e8 чорний ферзь · e5 чорний король · e4 білий слон · e3 біла тура · g3 чорна тура · b2 білий король · g2 білий пішак | e8 чорний ферзь · e5 чорний король · e4 білий слон · e3 біла тура · g3 чорна тура · b2 білий король · g2 білий пішак | e8 чорний ферзь · e5 чорний король · e4 білий слон · e3 біла тура · g3 чорна тура · b2 білий король · g2 білий пішак | e8 чорний ферзь · e5 чорний король · e4 білий слон · e3 біла тура · g3 чорна тура · b2 білий король · g2 білий пішак | e8 чорний ферзь · e5 чорний король · e4 білий слон · e3 біла тура · g3 чорна тура · b2 білий король · g2 білий пішак | 8 |
| 7 | e8 чорний ферзь · e5 чорний король · e4 білий слон · e3 біла тура · g3 чорна тура · b2 білий король · g2 білий пішак | e8 чорний ферзь · e5 чорний король · e4 білий слон · e3 біла тура · g3 чорна тура · b2 білий король · g2 білий пішак | e8 чорний ферзь · e5 чорний король · e4 білий слон · e3 біла тура · g3 чорна тура · b2 білий король · g2 білий пішак | e8 чорний ферзь · e5 чорний король · e4 білий слон · e3 біла тура · g3 чорна тура · b2 білий король · g2 білий пішак | e8 чорний ферзь · e5 чорний король · e4 білий слон · e3 біла тура · g3 чорна тура · b2 білий король · g2 білий пішак | e8 чорний ферзь · e5 чорний король · e4 білий слон · e3 біла тура · g3 чорна тура · b2 білий король · g2 білий пішак | e8 чорний ферзь · e5 чорний король · e4 білий слон · e3 біла тура · g3 чорна тура · b2 білий король · g2 білий пішак | e8 чорний ферзь · e5 чорний король · e4 білий слон · e3 біла тура · g3 чорна тура · b2 білий король · g2 білий пішак | 7 |
| 6 | e8 чорний ферзь · e5 чорний король · e4 білий слон · e3 біла тура · g3 чорна тура · b2 білий король · g2 білий пішак | e8 чорний ферзь · e5 чорний король · e4 білий слон · e3 біла тура · g3 чорна тура · b2 білий король · g2 білий пішак | e8 чорний ферзь · e5 чорний король · e4 білий слон · e3 біла тура · g3 чорна тура · b2 білий король · g2 білий пішак | e8 чорний ферзь · e5 чорний король · e4 білий слон · e3 біла тура · g3 чорна тура · b2 білий король · g2 білий пішак | e8 чорний ферзь · e5 чорний король · e4 білий слон · e3 біла тура · g3 чорна тура · b2 білий король · g2 білий пішак | e8 чорний ферзь · e5 чорний король · e4 білий слон · e3 біла тура · g3 чорна тура · b2 білий король · g2 білий пішак | e8 чорний ферзь · e5 чорний король · e4 білий слон · e3 біла тура · g3 чорна тура · b2 білий король · g2 білий пішак | e8 чорний ферзь · e5 чорний король · e4 білий слон · e3 біла тура · g3 чорна тура · b2 білий король · g2 білий пішак | 6 |
| 5 | e8 чорний ферзь · e5 чорний король · e4 білий слон · e3 біла тура · g3 чорна тура · b2 білий король · g2 білий пішак | e8 чорний ферзь · e5 чорний король · e4 білий слон · e3 біла тура · g3 чорна тура · b2 білий король · g2 білий пішак | e8 чорний ферзь · e5 чорний король · e4 білий слон · e3 біла тура · g3 чорна тура · b2 білий король · g2 білий пішак | e8 чорний ферзь · e5 чорний король · e4 білий слон · e3 біла тура · g3 чорна тура · b2 білий король · g2 білий пішак | e8 чорний ферзь · e5 чорний король · e4 білий слон · e3 біла тура · g3 чорна тура · b2 білий король · g2 білий пішак | e8 чорний ферзь · e5 чорний король · e4 білий слон · e3 біла тура · g3 чорна тура · b2 білий король · g2 білий пішак | e8 чорний ферзь · e5 чорний король · e4 білий слон · e3 біла тура · g3 чорна тура · b2 білий король · g2 білий пішак | e8 чорний ферзь · e5 чорний король · e4 білий слон · e3 біла тура · g3 чорна тура · b2 білий король · g2 білий пішак | 5 |
| 4 | e8 чорний ферзь · e5 чорний король · e4 білий слон · e3 біла тура · g3 чорна тура · b2 білий король · g2 білий пішак | e8 чорний ферзь · e5 чорний король · e4 білий слон · e3 біла тура · g3 чорна тура · b2 білий король · g2 білий пішак | e8 чорний ферзь · e5 чорний король · e4 білий слон · e3 біла тура · g3 чорна тура · b2 білий король · g2 білий пішак | e8 чорний ферзь · e5 чорний король · e4 білий слон · e3 біла тура · g3 чорна тура · b2 білий король · g2 білий пішак | e8 чорний ферзь · e5 чорний король · e4 білий слон · e3 біла тура · g3 чорна тура · b2 білий король · g2 білий пішак | e8 чорний ферзь · e5 чорний король · e4 білий слон · e3 біла тура · g3 чорна тура · b2 білий король · g2 білий пішак | e8 чорний ферзь · e5 чорний король · e4 білий слон · e3 біла тура · g3 чорна тура · b2 білий король · g2 білий пішак | e8 чорний ферзь · e5 чорний король · e4 білий слон · e3 біла тура · g3 чорна тура · b2 білий король · g2 білий пішак | 4 |
| 3 | e8 чорний ферзь · e5 чорний король · e4 білий слон · e3 біла тура · g3 чорна тура · b2 білий король · g2 білий пішак | e8 чорний ферзь · e5 чорний король · e4 білий слон · e3 біла тура · g3 чорна тура · b2 білий король · g2 білий пішак | e8 чорний ферзь · e5 чорний король · e4 білий слон · e3 біла тура · g3 чорна тура · b2 білий король · g2 білий пішак | e8 чорний ферзь · e5 чорний король · e4 білий слон · e3 біла тура · g3 чорна тура · b2 білий король · g2 білий пішак | e8 чорний ферзь · e5 чорний король · e4 білий слон · e3 біла тура · g3 чорна тура · b2 білий король · g2 білий пішак | e8 чорний ферзь · e5 чорний король · e4 білий слон · e3 біла тура · g3 чорна тура · b2 білий король · g2 білий пішак | e8 чорний ферзь · e5 чорний король · e4 білий слон · e3 біла тура · g3 чорна тура · b2 білий король · g2 білий пішак | e8 чорний ферзь · e5 чорний король · e4 білий слон · e3 біла тура · g3 чорна тура · b2 білий король · g2 білий пішак | 3 |
| 2 | e8 чорний ферзь · e5 чорний король · e4 білий слон · e3 біла тура · g3 чорна тура · b2 білий король · g2 білий пішак | e8 чорний ферзь · e5 чорний король · e4 білий слон · e3 біла тура · g3 чорна тура · b2 білий король · g2 білий пішак | e8 чорний ферзь · e5 чорний король · e4 білий слон · e3 біла тура · g3 чорна тура · b2 білий король · g2 білий пішак | e8 чорний ферзь · e5 чорний король · e4 білий слон · e3 біла тура · g3 чорна тура · b2 білий король · g2 білий пішак | e8 чорний ферзь · e5 чорний король · e4 білий слон · e3 біла тура · g3 чорна тура · b2 білий король · g2 білий пішак | e8 чорний ферзь · e5 чорний король · e4 білий слон · e3 біла тура · g3 чорна тура · b2 білий король · g2 білий пішак | e8 чорний ферзь · e5 чорний король · e4 білий слон · e3 біла тура · g3 чорна тура · b2 білий король · g2 білий пішак | e8 чорний ферзь · e5 чорний король · e4 білий слон · e3 біла тура · g3 чорна тура · b2 білий король · g2 білий пішак | 2 |
| 1 | e8 чорний ферзь · e5 чорний король · e4 білий слон · e3 біла тура · g3 чорна тура · b2 білий король · g2 білий пішак | e8 чорний ферзь · e5 чорний король · e4 білий слон · e3 біла тура · g3 чорна тура · b2 білий король · g2 білий пішак | e8 чорний ферзь · e5 чорний король · e4 білий слон · e3 біла тура · g3 чорна тура · b2 білий король · g2 білий пішак | e8 чорний ферзь · e5 чорний король · e4 білий слон · e3 біла тура · g3 чорна тура · b2 білий король · g2 білий пішак | e8 чорний ферзь · e5 чорний король · e4 білий слон · e3 біла тура · g3 чорна тура · b2 білий король · g2 білий пішак | e8 чорний ферзь · e5 чорний король · e4 білий слон · e3 біла тура · g3 чорна тура · b2 білий король · g2 білий пішак | e8 чорний ферзь · e5 чорний король · e4 білий слон · e3 біла тура · g3 чорна тура · b2 білий король · g2 білий пішак | e8 чорний ферзь · e5 чорний король · e4 білий слон · e3 біла тура · g3 чорна тура · b2 білий король · g2 білий пішак | 1 |
|   | a | b | c | d | e | f | g | h |   |

Відкритий (розкритий) шах — ситуація, коли король виявляється під ударом не тієї фігури або пішака, якою зроблений хід, а тієї, яка перебувала позаду неї (це може бути слон, тура або ферзь), тобто пішак або фігура, якою пішов гравець (будь-яка, крім ферзя), «розкриває» лінію атаки загрозливої фігури (див. також Звільнення лінії). Небезпечний тим, що фігура, якою ходить гравець, не може бути забрана суперником (якщо тільки не самим королем при виході з-під шаха), а значить, їй відкривається великий простір для наступного ходу.
За допомогою типової шахової комбінації (млина) з чергуванням шахів та відкритих шахів, яку проводить один із гравців під час атаки можна виграти значну кількість матеріалу. 